# سيسنا أو-2 سكايماستر
سيسنا أو-2 سكايماستر، الملقبة ب "الأوسكار الثنائي"، هي النسخة العسكرية من طائرة سيسنا 337 سوبرسكايمايكر المستخدمة في السيطرة الجوية التقدمية وفي العمليات النفسية من قبل الجيش الأمريكي بين 1967 و 2010.
قامت القوات الجوية للولايات المتحدة  بتكليف شركة سيسنا لبناء طائرة بديلة لتحل مكان طائرة أو1 المعروفة بكلب الطيور مما انتج طائرة أو-2.

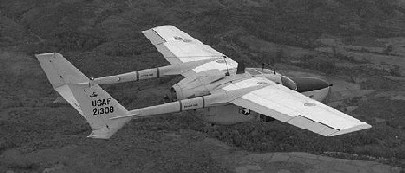
طائرة أو-2 تابعة لسلاح الجو الأميركي

## طرازات الطائرة

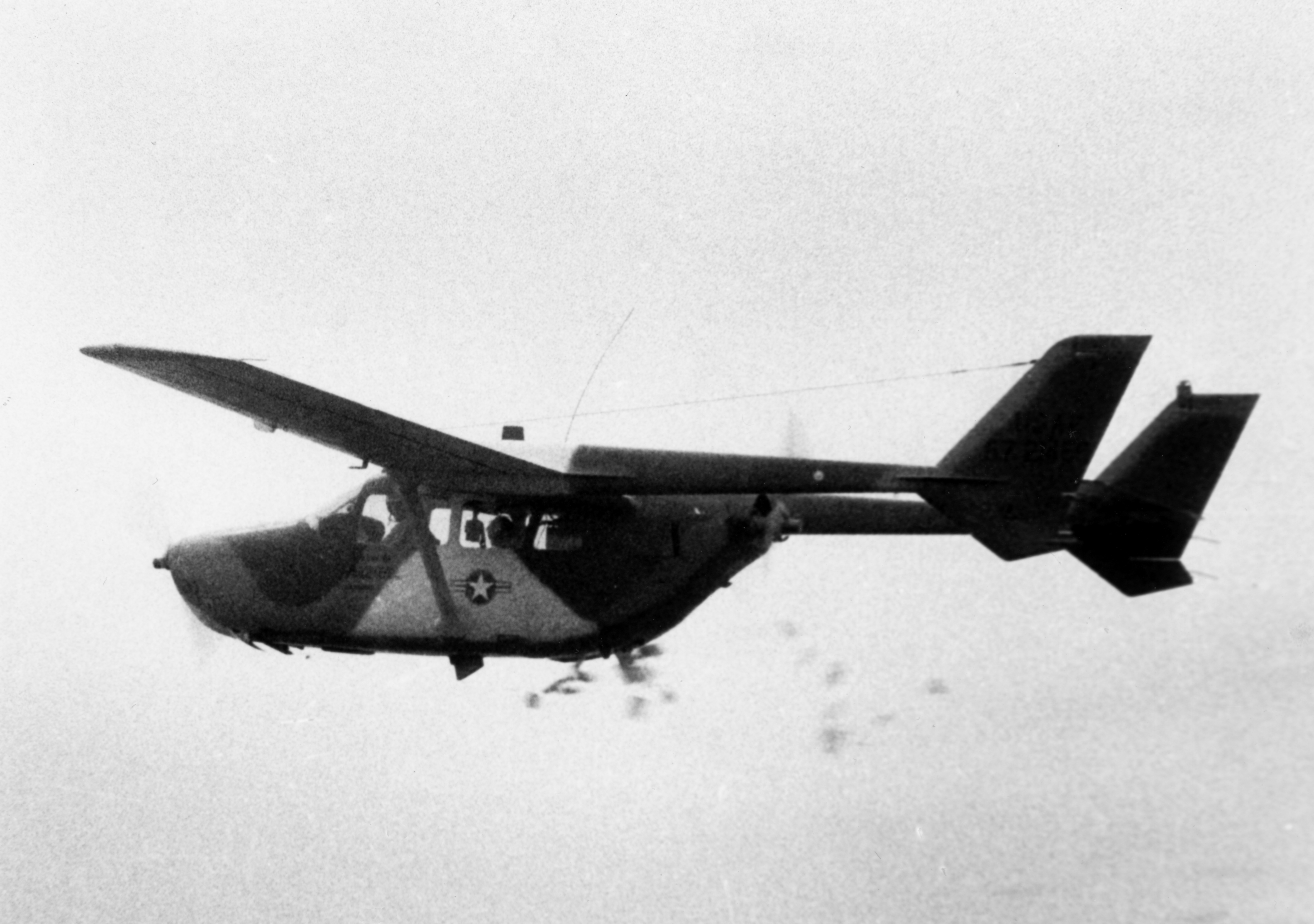
طائرة أو-2 تلقي الدعاية فوق فيتنام

أو-2A
نسخة مصممة للاستخدام في التحكم الجوي البعثات من ميزاتها وجود الأسلحة تحت الجناح منه الذخائر والصواريخ والبنادق و المشاعل. تم صنع وتسليم 513 وحدة.
أو-2بي
نسخة مصممة للحرب النفسية ، مجهزة بمكبرات الصوت و موزع المناشير ولكنه لم يكن يحمل أسلحة. تم تحويل 31 طائرة 337مدنية إلى أو-2بي.

## المشغلون

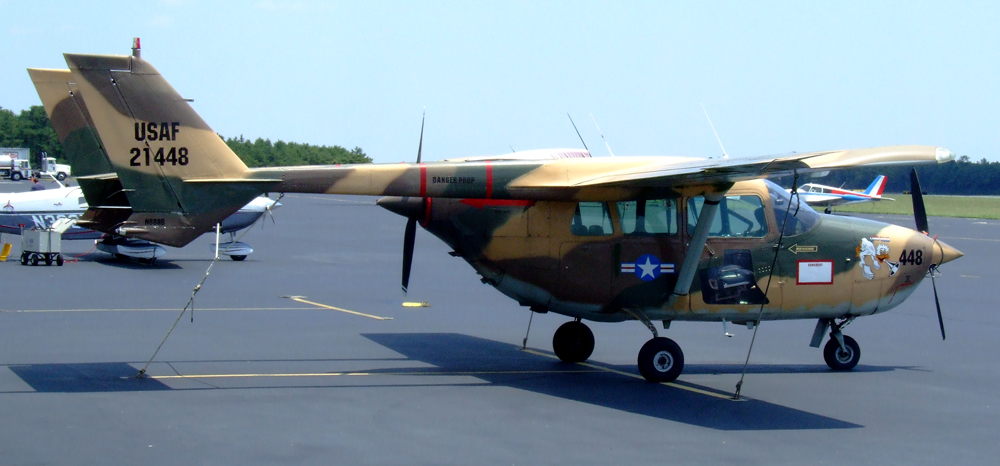
سيسنا 337 تحولت إلى أو-2 على أرض المطار في ولاية نيو جيرسي عام 2008.

- سلاح جو بوتسوانا.  تم تليم تسعة وحدات عام 1993.[1]
- قسم الحرس الحوي المدني في كوستا ريكا. تم تسليم  ثلاث طائرات.
- سلاح الجو الدومينيكي. تم تسليم خمس طائرات (متقاعدة)
- القوات المسلحة الوطنية العاجية  - تم تسليم طائرة واحدة عام 1993.
- سلاج الجو الهايتي. تم تسليم  ثمانية  كانت في الخدمة ما بين 1975 و9819.[2]

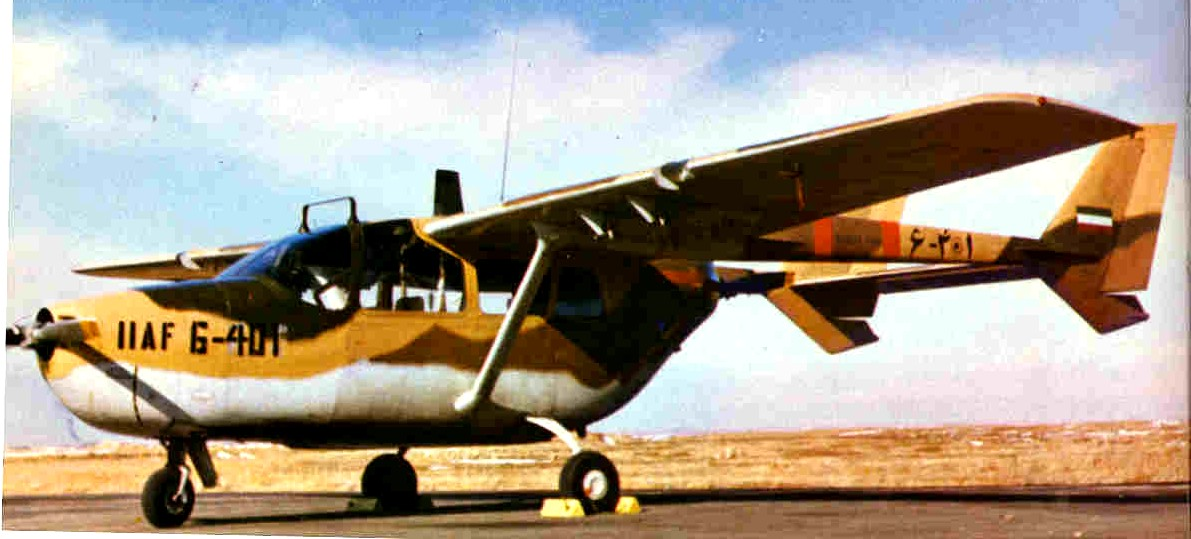
أو-2أي من القوات الجوية الإمبراطورية الإيرانية

- القوات الجوية الإمبراطورية الإيرانية. تم تسليم اثنا عشر أو-2أي عام 1972.[3]
- سلاح الجو الناميبي. تم ستة طائرة أو-2أي تستخدم في مكافحة الصيد غير المشروع ومكافحة التهريب.[4]
- سلاح الجو السلفادوري. تم تسليم 18 طائرة  بدءا من عام 1981. واحدة ما تزال في الخدمة.
- حكومة جزر سليمان. طائرتين.
- سلاح جو جمهورية كوريا.  على الأقل 14.
- سلاح جو جمهورية فيتنام. على الأقل 35.
- سلاح الجو في الولايات المتحدة بين 11 و 40 طائرة
- بحرية الولايات المتحدة[5]
- جيش الولايات المتحدة
- القوات البحرية الوطنية في الأوروغواي - ثلاث طائرات اشتريت من تشيلي في يونيو 2017.[6]
- سلاح جو زمبابوي. طائرتين 1994-1995.

## المواصفات (س-2)
الخصائص العامة
- الطاقم: 2 - Pilot and Observer
- الطول: 29.75 ft (9.07 m)
- باع الجناح: 38.17 ft (11.63 m)
- الارتفاع: 9.17 ft (2.79 m)
- مساحة الجناح : 202.5 ft² (18.81 m²)
- الوزن فارغة: 2,848 lb (1,292 kg)
- الوزن محملة: 5,400 lb (2,449 kg)
- محرك الطائرة: 2 × Continental IO-360C six-cylinder flat engines, 210 hp (157 kW)  الواحد

الأداء
- السرعة القصوى: 200 mph (322 km/h)
- مدى (طائرة): 1,325 mi (2,132 km) combat
- سقف الخدمة: 18,000 ft (5,490 m)
- حمولة الجناح: 26.67 lb/ft² (130.2 kg/m²)
- نسبة القدرة إلى الوزن: 12.86 lb/hp (7.82 kg/kw)

التسليح

- صواريخ: LAU-59/A Rocket Launcher, MA-2/A Rocket Launcher[8]